# Iglesia de la Misericordia (Elvas)
La Iglesia de la Misericordia, conocida desde su construcción como Iglesia y Hospital de la Santa Casa de la Misericordia de Elvas, es un templo de la Iglesia católica situada en la ciudad rayana de Elvas en el «Largo da Misericórdia».

## Historia
La fecha exacta de la fundación de la Santa Casa no se conoce pero ciertos estudiosos la sitúan a finales del año 1501 o principios de 1502 cuando el escudero de la casa real Álvaro da Guarda llegó a Elvas para llevar a cabo la intención del monarca de crear «Misericordias» al igual que en la ciudad de Olivenza donde se creó una en noviembre de 1501. La casa de Misericordia de Elvas se mencionó por primera vez en el testamento que hizo el escudero del rey Gonzalo Sanhudo el 24 de abril de 1502. De esta forma se unificó en Elvas la asistencia sanitaria que anteriormente se prestaba en varios albergues y hospitales.

## Construcción
La construcción del edificio empezó poco después de la fundación de la Casa de Misericordia y en 1562 todavía no se había terminado. Por esta razón se hizo la elección del «Proveedor» en la Iglesia de la Magdalena ya que allí era donde tenía su sede la Cofradía de la Misericordia. Aunque la iglesia estaba sin terminar, abrió sus puertas en 1566. 
Las obras de construcción pasaron por diferentes fases ya que en el año 1661 todavía se estaba construyendo el salón del Consistorio y las obras del hospital no servían ya que al estar la mayoría de los locales en zonas subterráneas resultaba muy insalubre. La ejecución de las nuevas obras empezó en septiembre de 1742 por lo que hubo que trasladar a los enfermos a la «Veeduría General del Ejército» que estaba situada delante del Hospital Militar. El edificio se terminó el 17 de junio de 1752 y su coste fue de 13 320 000 reales. Este edificio se mantuvo como hospital hasta la década de los 90, cuando entró en funcionamiento el Hospital de Santa Luzia.

### El edificio
Sobre la puerta principal del pórtico figuran las armas del rey Juan V y sobre ellas hay, metida en un nicho, una imagen de Nuestra Señora del Amparo José Francisco de Abreu. En el interior hay una ancha escalera de mármol y al final de ella está el salón del consistorio y la antigua enfermería. En ellas se encuentran unos bellos paneles de azulejos del siglo XVIII donde está representado en «nacimiento del sagrado Bautista» y la vida y muerte de Santa Isabel.

### La iglesia
La fachada de la iglesia consta de un pórtico de granito y en su parte superior un nicho con la imagen de Nuestra Señora de la Piedad. El templo tiene tres naves separadas por unas  arcadas de medio punto. El presbiterio está cubierto por una cúpula, el altar es de albañilería y tiene un panel con la imagen de la Visitación. El sagrario está metido en una urna que se realizó en 1856.
En la parte superior del arco del crucero hay un panel de azulejos policromado con el emblema y las armas portuguesas de la «Santa Casa» donadas por un fiel devoto que los trajo desde Lisboa en 1832. Las capillas laterales datan de 1814 y fueron realizadas por Angélico Vélez. La capilla lateral correspondiente al evangelio está bajo la advocación de la Nuestra Señora del Amparo y la de la epístola a Nuestro Señor Crucificado.